# 蒙塞克 (多尔多涅省)
蒙塞克（法語：Monsec，法語發音：[mɔ̃sɛk]）是法国多尔多涅省的一个旧市镇，属于农特龙区。2017年，蒙塞克与临近的8个市镇合并为新市镇佩里戈尔地区马勒伊。

## 地理
蒙塞克（45°25'15"N, 0°32'0"E）面积12.45 平方千米，位于法国新阿基坦大区多爾多涅省，该省份为法国西南部内陆省份，是法國本土面积第三大的省，大致对应佩里戈尔地区，北起顺时针与夏朗德省、上维埃纳省、科雷兹省、洛特省、洛特-加龙省、吉倫特省和滨海夏朗德省接壤。
蒙塞克的时区为UTC+01:00、UTC+02:00（夏令时）。

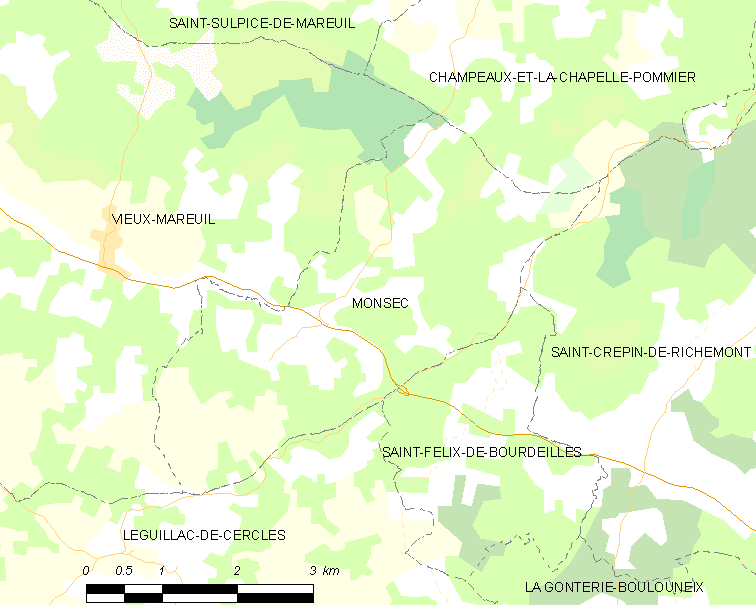
蒙塞克的OSM定位图

## 行政
蒙塞克的邮政编码为24340，INSEE市镇编码为24283。

## 政治
蒙塞克所属的省级选区为佩里戈尔地区布朗托姆县。

## 人口

1962-2008年间蒙塞克人口变化图示

蒙塞克于2018年1月1日时的人口数量为191人。